# Batau-Zuid
Batau-Zuid is een wijk van Nieuwegein, in de Nederlandse provincie Utrecht.
De wijk is vernoemd naar het voormalige kasteel De Batau, gelegen aan de Nedereindseweg. Het kasteel was ook wel bekend onder de naam de Baan of de Baten. Evenals de meeste andere ridderhofsteden in Jutphaas lag De Batau aan de zuidzijde van de Jutphasewetering. Het huis werd omstreeks 1754 gesloopt, maar tot heden bleven nog veel sporen van de Batau bewaard. Zo wordt thans het voorterrein van het kasteel gemarkeerd door een boerderij die hier in 1791 is gebouwd.
Gebouwd in de jaren zeventig van de twintigste eeuw, heeft ze in 2018 6522 inwoners.
De wijk grenst met de klok mee aan de wijken Batau-Noord, met als scheiding de Nedereindseweg, Jutphaas-Wijkersloot, het Stadscentrum en Doorslag. In het westen loopt de A2, deze is echter gescheiden van de wijk door een brede geluids- en groenwal.
Aan de oostkant van de wijk, aan de andere kant van de A.C. Verhoefweg, in de wijk Jutphaas-Wijkersloot, ligt de sneltramhalte Wijkersloot.
Woonwijken: Batau-Noord · Batau-Zuid · Blokhoeve · Doorslag · Fokkesteeg · Galecop · Hoog-Zandveld · Huis de Geer · Jutphaas-Wijkersloot · Lekboulevard · Merwestein · Stadscentrum · Vreeswijk · Zandveld · Zuilenstein

Overige wijken: Het Klooster · Hoge Landen · Laagraven-Liesbosch · Oudegein · Plettenburg · De Wiers

Voormalige gemeenten: Jutphaas · Vreeswijk

Utrecht · Plaatsen in de provincie      Nederland · Provincies · Gemeenten